# Leonardo Frera
Leonardo Frera is een historisch merk van motorfietsen.
De bedrijfsnaam was S.A. Leonardo Frera, Tradate (1931-1934).
Nadat Corrado Frera (chef van het motormerk Frera) zich in 1929 had teruggetrokken uit het bedrijf (zie Frera) werd zijn zoon Leonardo technisch directeur, maar deze begon in 1931 zijn eigen merk Leonardo Frera nadat hij problemen had gekregen met de bedrijfsleiding. In eigen beheer bouwde hij motorfietsen met Britse JAP-motoren van 173- tot 348 cc, zowel zij- als kopkleppers. In 1934 verdwenen zowel Frera als Leonardo Frera van de markt, maar Leonardo blies het merk Frera in 1949 nieuw leven in. Toen bleef het bestaan tot de tweede helft van de jaren vijftig.